# قصة رعب أمريكية: رونوك
الموسم السادس من سلسلة الرعب الأمريكية المختارة قصة رعب أمريكية، بعنوان رونوك، يتناول تجارب خارقة للطبيعة تدور حول منزل مسكون ومحيطه في ولاية كارولاينا الشمالية. يُعرض النصف الأول من الموسم كوثائقي عن الظواهر الخارقة بعنوان كابوسي في رونوك، يُعيد تمثيل تجارب زوجين عاشا في ذلك المنزل. أما النصف الثاني فيُعرض كتصوير عُثر عليه لاحقًا، ويُصوّر إنتاجًا مشؤومًا للجزء الثاني من الوثائقي.
يضم طاقم التمثيل كاثي بايتس، سارة بولسون، كوبا غودينغ جونيور، ليلي راب، أدينا بورتر، أندريه هولاند، دينيس أوهير، ويس بنتلي، إيفان بيترز، شايان جاكسون، وأنجيلا باسيت.
المسلسل من تأليف راين ميرفي وبراد فالتشوك لصالح شبكة إف إكس التلفزيونية، ويتم إنتاجه من قبل شركة تونتييث سينتشوري فوكس التلفزيونية. تم عرض رونوك بين ١٤ أيلول و١٦ تشرين الثاني ٢٠١٦، ويتكون من ١٠ حلقات، وهو أول موسم يتم عرضه خارج شهر تشرين الأول.
قبل العرض الأول، صرّح ميرفي أن الموسم السادس سيكون "أكثر تمردًا" و"مظلمًا" مقارنة بسابقه قصة رعب أمريكية: فندق. تم الحفاظ على سرية تفاصيل الحبكة وطاقم التمثيل حتى عرض الحلقة الأولى، وهو أسلوب غير معتاد في الترويج للسلسلة.
ولذلك، كان هذا أول موسم من السلسلة لا يتم الإعلان عن عنوانه الفرعي قبل العرض الأول. وقد تم طرح عدة نظريات حول الموضوع المحتمل للموسم بناءً على مواد ترويجية متعددة أنتجتها شبكة إف إكس.
بعد نشر صور مأخوذة من موقع التصوير في سانتا كلاريتا، انتشرت التكهنات بأن الموسم سيتناول قصة اختفاء مستعمرة روانوك الشهيرة في ثمانينيات القرن السادس عشر.
حاز رونوك على تقييمات إيجابية في الغالب.

## طاقم التمثيل والشخصيات
- كاثي بايتس بدور أغنيس ماري وينستيد.[ا]
- سارة بولسون بدور:

 أودري تيندال.
 لانا وينترز.
- كوبا غودينغ جونيور بدور دومينيك بانكس.[ج]
- ليلي راب بدور شيلبي ميلر.
- أندريه هولاند بدور مات ميلر.
- دينيس أوهير بدور ويليام فان هندرسون.[د]
- ويس بنتلي بدور ديلان كونراد.[ه]
- إيفان بيترز بدور روري موناهان.[و]
- شايان جاكسون بدور سيدني آرون جيمس.
- أنجيلا باسيت بدور مونيه توموسييمي.[ز]

### النجوم الضيوف
- فين ويتروك بدور جيذر بولك.
- فرانسيس كونروي بدور دينيس مونرو.[ح]
- ليدي غاغا بدور سكاثاخ.

### الظهور المتكرر
- أدينا بورتر بدور لي هاريس.
- شارل مالك ويتفيلد بدور نواه ديفيس.[ط]
- كولبي فرينش بدور ويلسون فيشر.[ي]
- تشاز بونو بدور براين ويلز.[يا]
- سنية سيدني بدور سكاي ريتشاردز.[يب]
- ليزلي جوردان بدور آشلي غيلبرت.[يج]
- فريدريك كولر بدور لوت بولك.

### النجوم الضيوف
- غرايدي لي ريتشموند بدور وينستون كرايغ.
- لاري سيدار بدور فيرن بايرز.
- جون بيبير-فيرغسون بدور بيلي فورد.
- هندرسون وايد بدور جاسبر كلايتون.
- دوريس كيرنز غودوين بدور نفسها.
- شانون لوشيو بدور ديانا كروس.
- روبن ويغرت بدور ماما بولك.
- تايسا فارميغا بدور صوفي غرين.
- جاكوب أرتيست بدور تود كونورز.
- جون باس بدور ميلو بريغز.
- براين هاو بدور المدعي العام مارك فيليبس.
- دانييل ماكدونالد بدور بريستول ويندووز.
- جولي كلير بدور ستيفاني هولدر.
- إيما بيل بدور تريسي لوغان.
- جيمس موروسيني بدور بوب كينامان.
- تريكسي ماتيل بدور نفسها.
- مات بومر بدور الراوي المجنون (صوت فقط، غير مُعتمد).
- سوزان بيرغر بدور الجزار.American Horror Story: Roanoke| العنوان                         | American Horror Story: Roanoke (الإنجليزية)                                                                                                                                                                                                                          |
| جزءٌ مِن سلسلة                    | قصة رعب أمريكية |
| الصانع                          | رايان مورفي |
| شبكة البث الأصلية               | إف إكس |
| بلد المنشأ                      | الولايات المتحدة |
| اللغة الأصلية للفيلم أو المسلسل | الإنجليزية |
| تاريخ البدء                     | 2016 |
| تاريخ الانتهاء                  | 2016 |
| عدد الحلقات                     | 10 |
| موقع الويب                      | fxnetworks.com… |
| له جزء أو أجزاء                 | القائمة ... Chapter 1 [الإنجليزية] · Chapter 2 [الإنجليزية] · Chapter 3 [الإنجليزية] · Chapter 4 [الإنجليزية] · Chapter 5 [الإنجليزية] · Chapter 6 [الإنجليزية] · Chapter 7 [الإنجليزية] · Chapter 8 [الإنجليزية] · Chapter 9 [الإنجليزية] · Chapter 10 [الإنجليزية] |تعديل - تعديل مصدري - تعديل ويكي بيانات

## الحلقات

### الرقم الكلي: ٦٤
رقم الحلقة في الموسم: ١
العنوان: "الفصل الأول"
الإخراج: برادلي بوكَر
الكتابة: راين ميرفي & براد فالتشاك
تاريخ العرض الأصلي: ١٤ أيلول ٢٠١٦
رمز الإنتاج: 6ATS01
عدد المشاهدين في الولايات المتحدة (بالملايين): ٥.١٤
يُجري فيلم وثائقي بعنوان كابوسي في رونوك مقابلات مع الزوجين مات وشيلبي ميلر. ومن خلال مزيج من إعادة التمثيل والشهادات الشخصية، يكشف الزوجان أنهما فرا من لوس أنجلوس إلى كارولاينا الشمالية بعد تعرض شيلبي لاعتداء أثناء طقوس انضمام لعصابة أدى إلى إجهاضها. يجد الزوجان مزرعة استعمارية مهجورة في كارولاينا الشمالية ويقومان بشرائها لبدء حياة جديدة. بعد انتقالهما، تبدأ أحداث غريبة وعنيفة تهدد حياتهما. وعندما يغادر مات في رحلة عمل، يطلب من شقيقته لي البقاء مع شيلبي. لي وشيلبي لا تنسجمان، مما يعرضهما للخطر عندما يقتحم المنزل مجموعة من الأشخاص حاملين السكاكين والمشاعل. يتركون وراءهم طلاسم مرعبة وفيديو يُظهر رجلاً يواجه مخلوقًا برأس خنزير وجسد إنسان. عندما يصرّ مات على البقاء في المنزل، تهرب شيلبي بسيارته. وأثناء قيادتها، تصدم امرأة على الطريق وتشهد طقس قتل طقسي في الغابة.

### الرقم الكلي: ٦٥
رقم الحلقة في الموسم: ٢
العنوان: "الفصل الثاني"
الإخراج: مايكل غوي
الكتابة: تيم ماينير
تاريخ العرض الأصلي: ٢١ أيلول ٢٠١٦
رمز الإنتاج: 6ATS02
عدد المشاهدين في الولايات المتحدة (بالملايين): ٣.٢٧
تفترض شيلبي أن الطقس الذي رأته كان مجرد تمثيل؛ ويقرران البقاء في المنزل. بعد العثور على طَلسَم مشتعل في الغابة، يحصلان على مساعدة من الشرطة المحلية. تستمر الأحداث الغريبة التي تؤثر على سكان المنزل، وهذه المرة تشمل مات، لي، وابنتها فلورا. يكتشف الزوجان قبوًا عاصفًا تحت الفناء الخلفي، ويجدان تسجيلًا مصورًا لصاحب سابق للمنزل، كان يجري أبحاثًا حوله. يكشف التسجيل أن المنزل كان يُستخدم كدار رعاية حيث قتلت أختان العديد من المرضى. يكتشفان أنهما محاصران لأن كل أموالهما مرتبطة بالمنزل ولا طريق للهرب. في غضون ذلك، تنتهك لي اتفاقية الحضانة مع طليقها ميسون وتحضر فلورا إلى المنزل. تلتقي فلورا بكائن يُدعى "بريسيلا"، تُخبرها أن الجميع سيُقتلون. تختفي فلورا، ويجد الكبار سترتها فوق شجرة صنوبر عملاقة.

### الرقم الكلي: ٦٦
رقم الحلقة في الموسم: ٣
العنوان: "الفصل الثالث"
الإخراج: جينيفر لينش
الكتابة: جيمس وونغ
تاريخ العرض الأصلي: ٢٨ أيلول ٢٠١٦
رمز الإنتاج: 6ATS03
عدد المشاهدين في الولايات المتحدة (بالملايين): ٣.٠٨
أثناء البحث عن فلورا، يُعثر على ميسون، طليق لي، ميتًا. تشك شيلبي في لي وتُظهر كاميرات المراقبة أنها تبعته خارج المنزل ليلًا. في غضون ذلك، تختفي عائلة "الهيلبيلي"، ويُترك وراءهم ولداهما المتوحشان. يظهر وسيط روحي يُدعى كريكت، ويدّعي قدرته على إيجاد فلورا، فتدفع له لي ٢٥ ألف دولار. في المقابلات، تتحدث لي على مضض عن اختفاء ابنتها الأولى قبل سنوات. يكشف كريكت أن بريسيلا هي فتاة ميتة من القرن السادس عشر، والمنطقة تسكنها أرواح يقودها "الجزار"، التي كانت تُدعى سابقًا توماسِن وايت، زوجة حاكم مستعمرة رونوك. تمرد المستوطنون عليها في غياب زوجها وتركواها لتموت. في لحظة يأس، باعت روحها لامرأة غامضة واستعادت السيطرة على المستعمرة بالقوة، مما أدى إلى انتقالها إلى الأرض التي يقع فيها منزل مات وشيلبي. يختفي مات أثناء مواجهة مع الأرواح، وتجد شيلبي أنه يمارس الجنس مع المرأة الغامضة. مات لا يتذكر ما حصل، وأثناء شجارهما، تصل الشرطة وتعتقل لي بعد بلاغ من شيلبي.

### الرقم الكلي: ٦٧
رقم الحلقة في الموسم: ٤
العنوان: "الفصل الرابع"
الإخراج: مارِيتا غْرابياك
الكتابة: جون جاي. غراي
تاريخ العرض الأصلي: ٥ تشرين الأول ٢٠١٦
رمز الإنتاج: 6ATS04
عدد المشاهدين في الولايات المتحدة (بالملايين): ٢.٨٣
بعد علاقة مات مع المرأة الغامضة، تظن شيلبي أن مات ولي يتآمران ضدها. في وقت لاحق من تلك الليلة، تهاجم شيلبي من قِبل رجل الخنزير، ويُنقذها الدكتور كونينغهام. يكشف الدكتور للميلرز تاريخ النشاطات الخارقة في المنزل، ويؤكد أن توماسِن مسؤولة عن جميع حالات الاختفاء التي تحدث خلال دورة قمرية محددة مدتها ستة أيام في تشرين الأول. يقود كونينغهام العائلة إلى مكان فلورا، لكنه يُقتل على يد رجال توماسِن. أثناء عودتهم للمنزل، يلتقون بكريكت الذي يعود للغابة ويقابل المرأة الغامضة، التي تكشف له عن مصير مستعمرة رونوك. ومن خلال تجربته معها، يتعرف مات على جزء من ماضيها. لكن صراخ شيلبي يقطعه، حيث تحاصر مجموعة توماسِن المنزل ومعها فلورا. تساعد بريسيلا فلورا على الهروب، ويفر الجميع إلى المنزل، ويشاهد مات وشيلبي عملية قتل كريكت على يد الحشد.

### الرقم الكلي: ٦٨
رقم الحلقة في الموسم: ٥
العنوان: "الفصل الخامس"
الإخراج: نيلسون كْراغ
الكتابة: أكيلا كوبر
تاريخ العرض الأصلي: ١٢ تشرين الأول ٢٠١٦
رمز الإنتاج: 6ATS05
عدد المشاهدين في الولايات المتحدة (بالملايين): ٢.٨٢
تُقدم دوريس كيرنز غودوين خلفية عن أحد مالكي منزل رونوك، إدوارد فيليب موت، وامتلاكه للمنزل بعد ذلك. استخدم موت العقار كمخزن لأعماله الفنية ومكان لعلاقاته السرية مع أحد عبيده. خلال قمر الدم، ضحّت به توماسِن ورجالها. في الحاضر، يهاجم الحشد المنزل، وعندما يبدو أن الأمور خرجت عن السيطرة، يظهر موت ويقود الميلرز إلى بر الأمان، لكنه يتركهم في الغابة ليختطفهم أفراد عائلة بولك. تُفرج الشرطة عن لي لعدم كفاية الأدلة. يحاول الميلرز الهرب، مما يؤدي إلى كسر ساق شيلبي على يد ماما بولك. يُسلّم البولكس العائلة لتوماسِن انتقامًا لفقدان طفليهما. وقبل أن تُكمل توماسِن الطقس، يمنعها آمبروز ويدفعها إلى النار تكفيرًا عن خطايا المستعمرة. يعود موت ويفك قيد مات وشيلبي، وتصل لي إلى المنزل وتهرب بسيارتها. بعد ذلك، يقرر الزوجان العودة إلى لوس أنجلوس.

### الرقم الكلي: ٦٩
رقم الحلقة في الموسم: ٦
العنوان: "الفصل السادس"
الإخراج: أنجيلا باسيت
الكتابة: نيد مارتيل
تاريخ العرض الأصلي: ١٩ تشرين الأول ٢٠١٦
رمز الإنتاج: 6ATS06
عدد المشاهدين في الولايات المتحدة (بالملايين): ٢.٤٨
حقق برنامج كابوسي في رونوك نجاحًا هائلًا خلال عرضه، حيث اجتذب أكثر من ٢٣ مليون مشاهد. مدفوعًا بهذا النجاح، يقترح سيدني، المنتج التنفيذي في الشبكة، فكرة لجزء ثانٍ بعنوان العودة إلى رونوك: ثلاثة أيام في الجحيم، حيث يتم جمع الممثلين الذين أدّوا الأدوار والأشخاص الحقيقيين في المنزل ذاته لمدة ثلاثة أيام خلال قمر الدم. يكشف سيدني أن هدفه الحقيقي من المشروع هو فضح لي في جريمة قتل ميسون. تتردد شيلبي الحقيقية في المشاركة، لكنها تقبل بسبب رغبتها في استعادة علاقتها بزوجها مات. يتم التعرّف على حياة الممثلين الذين أعادوا تمثيل الأحداث الأصلية. وخلال تجهيز الموقع للتصوير، تبدأ أحداث غريبة بالظهور. مع بدء البرنامج، يبدأ المشاركون في اختبار الرعب الحقيقي في المنزل. يُكشف أن جميع المشاركين، باستثناء شخص واحد، لقوا حتفهم خلال فترة التصوير، ولم يُعرض الجزء الثاني أبدًا. أول ضحية كان روري، الذي لعب دور إدوارد فيليب موت، وتقوم الممرضتان بقتله.

### الرقم الكلي: ٧٠
رقم الحلقة في الموسم: ٧
العنوان: "الفصل السابع"
الإخراج: إلودي كين
الكتابة: كريستال ليو
تاريخ العرض الأصلي: ٢٦ تشرين الأول ٢٠١٦
رمز الإنتاج: 6ATS07
عدد المشاهدين في الولايات المتحدة (بالملايين): ٢.٦٢
بعد مقتل روري، تُصاب أغنيس بجنون كامل وتتقمص شخصية توماسِن بالكامل، فتقتل سيدني وفريق الإنتاج بالكامل. في المنزل، تتصاعد التوترات بين مات، شيلبي، ودومينيك بسبب خيانة شيلبي، فيما تتجادل لي ومونيه حول إدمان الكحول. تقطع أغنيس الجدال بهجوم على شيلبي، ما يدفع لي، أودري، ومونيه إلى الفرار إلى الغابة طلبًا للمساعدة. يواجهن هناك أحداثًا خارقة للطبيعة تُرعبهن. في النهاية، يتم اختطاف النساء الثلاث من قبل عائلة بولك ويؤخذن إلى مزرعتهم، حيث يقوم أفراد العائلة بقطع شريحة من ساق لي ويجبرون أودري ومونيه على أكلها. في هذه الأثناء، يعثر دومينيك وشيلبي على مات وهو يمارس الجنس مع سكاثاخ. يعترف مات أنه عاد إلى المنزل من أجل سكاثاخ، فتقوم شيلبي بقتله غضبًا. لاحقًا، تشعل أغنيس النار خارج المنزل وتطالب بالعدالة، لكن توماسِن الحقيقية تظهر مع حشدها وتقتل أغنيس بقطع رأسها.

### الرقم الكلي: ٧١
رقم الحلقة في الموسم: ٨
العنوان: "الفصل الثامن"
الإخراج: غوينيث هوردر-بايتون
الكتابة: تود كوبراك
تاريخ العرض الأصلي: ٢ تشرين الثاني ٢٠١٦
رمز الإنتاج: 6ATS08
عدد المشاهدين في الولايات المتحدة (بالملايين): ٢.٢٠
بعد مقتل أغنيس، يُخطط دومينيك وشيلبي للهروب من المنزل. يحاولان الفرار عبر الممر السري، لكن أرواح عائلة تشن تمنعهما. يضطران للهرب إلى الطابق العلوي ويتحصنان في الحمام، حيث يهاجمهم رجل الخنزير، الكائن الزاحف، وحشد توماسِن. في النهاية، تقوم شيلبي بقطع حلقها ندمًا على قتل مات. في مزرعة بولك، تستمر العائلة في تعذيب النساء الثلاث؛ تخسر لي المزيد من لحمها وتُنتزع إحدى أسنان أودري. تنجح النساء الثلاث في الهرب، ويقتلن اثنين من عائلة بولك، لكن فقط لي وأودري تعودان إلى المنزل، بينما تطاردهما البقية. عند عودتهما، تعثران على جثة مات، ثم على جثة شيلبي ودومينيك في الحمام. تلوم أودري ولي دومينيك على مقتل شيلبي ومات، وتطردانه إلى الممر، حيث يُقتَل على يد رجل الخنزير. في صباح اليوم التالي، يصل ديلان إلى المنزل في مفاجأة للمرأتين.

### الرقم الكلي: ٧٢
رقم الحلقة في الموسم: ٩
العنوان: "الفصل التاسع"
الإخراج: ألكسيس أو. كوريشينسكي
الكتابة: تيم ماينير
تاريخ العرض الأصلي: ٩ تشرين الثاني ٢٠١٦
رمز الإنتاج: 6ATS09
عدد المشاهدين في الولايات المتحدة (بالملايين): ٢.٤٣
سوفي، ميلو، وتود، ثلاثة من معجبي كابوسي في رونوك، يتوجهون إلى الغابة للعثور على المنزل. يلتقطون صورًا لشجرة حيث عُثر على سترة فلورا، لكنهم يصادفون امرأة دامية تطلب المساعدة. يتبعونها ليجدوا جثتها في سيارة مقلوبة. عند تبليغ الشرطة، يُقال لهم إن الجثة غير موجودة وإنهم يتخيلون الأمور. في هذه الأثناء، يعود أودري، لي، وديلان إلى مزرعة بولك لاستعادة اعتراف لي المسجل وإنقاذ مونيه. يُقتل ديلان على يد لوت، وتنجو النساء الثلاث من الحشد، لكنهن ينفصلن في الغابة. يعود المدوّنون الثلاثة ليلاً لتوثيق الحقيقة، لكن يتم قتلهم على يد لي (الممسوسة من قبل سكاثاخ)، توماسِن، وحشدها. تقتل لي مونيه وتحاول قتل أودري. في الصباح، تصل الشرطة إلى مكان المذبحة، وتنجو أودري، لكنها تحاول إطلاق النار على لي انتقامًا، فتُقتل على يد الشرطة.

### الرقم الكلي: ٧٣
رقم الحلقة في الموسم: ١٠
العنوان: "الفصل العاشر"
الإخراج: برادلي بوكَر
الكتابة: راين ميرفي & براد فالتشاك
تاريخ العرض الأصلي: ١٦ تشرين الثاني ٢٠١٦
رمز الإنتاج: 6ATS10
عدد المشاهدين في الولايات المتحدة (بالملايين): ٢.٤٥
في أعقاب جرائم لي، تحاول ثلاث برامج مختلفة فهم دوافعها، وهي: مُتصدّعة، البرنامج الخاص للانا وينترز، وصائدو الأرواح. يتناول برنامج مُتصدّعة محاكمات لي وتبرئتها من جرائم القتل. في البرنامج الخاص للانا وينترز، تُجري الصحفية الشهيرة لانا وينترز مقابلة مع لي حول اختفاء فلورا، معتقدة أن لي أخذت ابنتها. تُقاطع المقابلة بدخول لوت بولك، الذي يُهدد لي قبل أن يُقتل. في صائدو الأرواح، يدخل فريق من المحققين الخوارقيين، من بينهم آشلي غيلبرت (مؤدي كريكت)، منزل رونوك خلال قمر الدم لتوثيق الأرواح. تقاطعهم لي، التي تبحث عن فلورا. يُقتل جميع أفراد الفريق وآشلي على يد الأشباح. تجتمع لي أخيرًا بفلورا، وبعد لقاء مؤثر، تقرر لي التضحية بنفسها لحماية بريسيلا ومنح فلورا فرصة للحياة. تغادر فلورا المنزل وتراقب والدتها وهي تسير إلى الغابة مع بريسيلا. من فوق تلة، تُشاهد توماسِن حشدها وهو يحيط بالمنزل مجددًا.

## الإنتاج

### التطوير
"لقد ظننا فقط أن إبقاء الأمر غامضًا سيكون ممتعًا حقًا، لذا فعلنا ذلك؛ اعتقدنا أن ذلك سيكون تغييرًا لطيفًا بعد أن كنا نفعل الأمور بطريقة واحدة لمدة خمس سنوات."
– رئيس ومدير تنفيذي لشبكة إف إكس جون لاندغراف حول الاستراتيجية التسويقية للموسم السادس.
في 10 تشرين الثاني 2015، قامت الشبكة بتجديد المسلسل لموسم سادس؛ والذي عُرض لأول مرة في 14 أيلول 2016. في آب 2015، علّق الشريك المُبدع ريان مورفي على الموسم السادس، قائلاً: "الشيء التالي الذي نعمل عليه مختلف جداً جداً عن [هوتيل]، ليس أصغر. لكنه ليس فخمًا. أكثر تمردًا وأكثر ظلمة."
في تشرين الأول 2015، عند سؤاله عن التلميحات والإشارات المتعلقة بالموسم السادس (كما هو الحال منذ الموسم الأول من السلسلة) في هوتيل، كشف مورفي أنه لم يقرر بعد بشكل نهائي موضوع الموسم، قائلاً: "هذا عام مثير للاهتمام لأن الفكرة التي نتعامل معها ذكرتها في عدة مواسم. كانت موجودة من قبل. لقد تحدثنا عنها كثيرًا في العرض. قد أستخدمها في الموسم السابع لكنني أميل إلى استخدامها في الموسم السادس."
في كانون الثاني 2016، كشف رئيس شبكة إف إكس جون لاندغراف أن الموسم سيكون "مُعظم أحداثه في الحاضر"، مع خط زمني مزدوج في "أصداء من الماضي". كما أكد عرضه في خريف 2016.
في مهرجان بالي لعام 2016، كشف مورفي أن الفكرتين السابقتين اللتين كان [الكتّاب] يفكرون بهما قد تم دمجهما في الموسم السادس، قائلاً إنه سيتضمن أطفالًا ومواضيع درامية أوبراية.
سيتكوّن الموسم من 10 حلقات، وهو الأقل عددًا في تاريخ السلسلة؛ ومن المقرر عرض الحلقة النهائية في 16 تشرين الثاني 2016.
في 1 أيلول 2016، أفادت مجلة إنترتينمنت ويكلي أن الموسم قد يحمل عنوان "الضباب"، كما طُبع في صفحة موقع روتن توميتوز ومجلة تي في غايد؛ لكن تبيّن لاحقًا أن ذلك غير صحيح. هناك صلة مباشرة مع فريك شو من خلال استكشاف أصل عائلة موت.
في عدد متأخر من أعداد أيلول من إنترتينمنت ويكلي، كشف فالتشوك ومورفي أنه سيكون هناك تحول كبير في السلسلة في "الفصل السادس". قال مورفي عن الأمر: "ستلاحظ ابتداءً من الحلقة السادسة، أن العرض يشهد تحولاً ضخماً، والشيء الذي تظن أنك تشاهده ليس ما تشاهده، إنه قبعة فوق قبعة فوق قبعة فوق قبعة، وقد اضطررنا إلى حمايته." وأضاف فالتشوك: "بغض النظر عمّا تظنه، فهو ليس كذلك. ثم تأتي الحلقة السادسة، وتقول: 'مهلاً! ماذا حدث؟' إنه أشبه بـ [الحلقات] 1–5، 6–9، والحلقة 10 شيء خاص بها."
ثم أكد مورفي أن التحول في الموسم يتمثل بنظرة من وراء الكواليس على إنتاج الوثائقي المزيّف كابوسي الرونُكي. كما صرّح أن الحلقة الأخيرة ستتضمن شخصيات وأساطيرها التي ستستمر في السلسلة ككل.

## تصميم الديكور
تم دمج الأدوات والتصاميم الاستعمارية في هذا الموسم، والذي يُعتقد أنه، على الأقل جزئيًا، يقع في عام 1590 في روانوك، كارولاينا الشمالية. تم دمج كوخ من الحقبة الريادية في سانتا كلاريتا، كاليفورنيا. وقد تم تجهيز الديكور بالكامل بلمسات مناسبة للفترة الزمنية، بما في ذلك شجرة منقوشة.
قام مصممو الإنتاج ببناء منزل استعماري كامل يخدم كالموقع الرئيسي للموسم. تم بناء المنزل في غابة غير مُعلنة في كاليفورنيا خلال أربعة أشهر. المسكن مكتمل الوظائف، ومفروش، ومنتهٍ من الداخل والخارج. هذه هي المرة الأولى في تاريخ قصة رعب أمريكية التي يتم فيها بناء منزل كامل، ويُعد هذا أمرًا غير مسبوق في إنتاجات السينما والتلفزيون بشكل عام.
تم بناء ديكور مكون من ثلاثة طوابق في ماليبو كانيون دون الحصول على التصاريح اللازمة، وبعد أن تم هدمه في تشرين الأول 2016، ستكون الشبكة "مُلزمة بإجراء ترميم واسع النطاق."

## طاقم التمثيل
في تشرين الأول 2015، غرد مورفي بأنه طلب من ليدي غاغا الانضمام إلى الموسم غير المعنون، لكنه لم يتوقع ردًا في أي وقت قريب. لاحقًا أكدت مشاركتها في آذار 2016. صرّحت إيما روبرتس أنها ومورفي تحدثا عن دور "شيطاني" لها في الموسم. ورغم ذلك، لم تظهر روبرتس في الموسم.
ترددت شائعات كثيرة حول مشاركة تايسا فارميغا في الموسم بطريقة ما. لاحقًا، أكد مورفي أن فارميغا ستظهر في وقت متأخر من الموسم. 
في شباط 2016، أكدت أنجيلا باسيت عودتها إلى السلسلة خلال مقابلة على لاري كينغ ناو، لتكون أول عضو طاقم يتم الإعلان عنه في طاقم الموسم السادس. تؤدي دور مونيت توموسييمي، التي تُجسّد الأحداث المرعبة في الوثائقي.
في مهرجان بالي، دعا مورفي كلًا من كاثي بيتس، ودينيس أوهير، وسارة بولسون، وفين ويتروك، وشايان جاكسون، ووس بنتلي، ومات بومر للعودة إلى العرض في موسمه السادس.
في أيار 2016، صرّحت جيسيكا لانج في مقابلة مع تشارلي روز، بأنها لن تعود للموسم السادس أو لأي موسم مستقبلي من السلسلة؛ قائلة: "لا، لقد قضيت أربع سنوات مع هذا العمل، أربعة مواسم، وكان كل عام بشخصية رائعة، كل شيء كان يتغير من سنة إلى أخرى، وهذا ما جعله ممتعًا للغاية بالنسبة لي. لكن لا، أعتقد أنك أحيانًا تصل إلى نهاية شيء..."
في حزيران 2016، أعلن ليزلي جوردن، الذي ظهر في كوفن، عودته إلى السلسلة، مشيرًا إلى أنه طُلب منه الظهور في فريك شو، لكنه رفض. وقد فوجئ بتلقيه مكالمة من مورفي مرة أخرى.
لاحقًا في الشهر نفسه، أكد كل من مات بومر، وشايان جاكسون، وإيفان بيترز مشاركتهم في الموسم السادس. صرّح دينيس أوهير في مقابلة أجريت في أيار 2016 أنه سيعود بطريقة ما.
ذكرت مجلة أس ويكلي عودة كل من وس بنتلي، وكاثي بيتس، وفين ويتروك.
في مقابلة أُجريت مع مجلة غلامور في أوائل آب 2016، أعلنت الممثلة المخضرمة في السلسلة سارة بولسون عودتها للموسم السادس. وقالت عن العرض: "أعتقد ببساطة أن لدي أعظم وظيفة على هذا الكوكب لأن برنامجي التلفزيوني [قصة رعب أمريكية] يدخل موسمه السادس، وأنا ألعب شخصية مختلفة تمامًا، لا تشبه أي شيء قمت به من قبل." وهي تؤدي دور المُمثلة التي تُجسّد شخصية في الوثائقي المرعب.
في عيد الهالوين 2016، أعلن مورفي عن عودة شخصية لانا وينترز من موسم اللجوء التي تؤديها بولسون.
أفاد موقع تي إم زي بانضمام الممثل كوبا غودينغ جونيور، نجم مسلسل قضية الشعب ضد أو. جاي. سمبسون: قصة جريمة أمريكية. وقد أكد غودينغ جونيور لاحقًا مشاركته في الموسم، مُعلنًا أيضًا أنه سيقضي معظم الوقت على الشاشة مع زميلته سارة بولسون، قائلاً: "لقد كان من الرائع أخيرًا التفاعل معها أمام الكاميرا، لأننا عندما شاركنا في قضية الشعب ضد أو. جاي.، كانت مشاهد كل منا منفصلة؛ مشاهد لي ثم مشاهد لها وكنا معًا في قاعة المحكمة ولكن بشكل منفصل، أما الآن فلم نعد منفصلين!"
يؤدي غودينغ جونيور دور البطولة المشارك في وثائقي كابوسي الرونُكي.
في أيلول 2016، أعلن جيكوب آرتيست مشاركته في الموسم السادس.
في الشهر نفسه، أُعلن عن الطاقم الرئيسي بعد عرض الحلقة الأولى، مع انضمام أندريه هولاند ولِيلي ريب، الممثلة المخضرمة في السلسلة، لتأدية دور الزوجين الواقعيين مات ميلر (شقيق لي) وزوجته شيلبي، كما ظهرا في مقابلات الوثائقي.
قامت أدينا بورتر، بعد ظهور ضيف صغير في إحدى حلقات منزل القتل، بتجسيد شخصية لي هاريس الحقيقية.

## التصوير
في آذار 2016، حصلت السلسلة على حافز ضريبي كبير لتصوير الموسم في لوس أنجلوس، كاليفورنيا.
تم تعيين أنجيلا باسيت، إحدى أعضاء طاقم التمثيل، إلى جانب جينيفر لينش، وماريتا غريباياك، وغوينيث هوردر-بايتون، وإلودي كين، وأليكسيس كوريشينسكي كمخرجات خلال الموسم، وهي المرة الأولى التي تشارك فيها نساء كمخرجات في السلسلة.
في حزيران 2016، صرّح شايان جاكسون، أحد أعضاء الطاقم، أن التصوير الرئيسي للموسم قد بدأ بالفعل بشكل سري في وقتٍ سابق من ذلك الشهر.
في 1 آب 2016، نشرت تي إم زي صورًا من موقع تصوير قصة رعب أمريكية في سانتا كلاريتا، كاليفورنيا؛ ويتكوّن من منزل صغير على الطراز الريادي، وشجرة منقوش عليها كلمة "Croatoan" في مركزها. يُنسب هذان العنصران إلى مستعمرة عام 1590 التي كانت تضم 117 شخصًا في روانوك، كارولاينا الشمالية، والتي اختفت دون أي أثر، وكان الدليل الوحيد المتبقي هو النقش – وهو اسم جزيرة وقبيلة من الأمريكيين الأصليين قريبة من الموقع.
لاحقًا، كشفت تي إم زي المزيد من صور موقع التصوير في غابة غير معروفة في كاليفورنيا.

## التسويق

### الحملة التسويقية
"بعد كل فتات الخبز، ستحصل بالتأكيد على الساندويش. لا يوجد خداع هنا. الأمر كان يتعلق بالاحتفاء بالبناء وتقديس الترقب."
– ستيفاني جيبونز، رئيسة التسويق في شبكة إف إكس، بشأن الخوف من أن لا تُثمر الحملة الدعائية عن موسم عالي الجودة.
كانت الحملة التسويقية لهذا الموسم قائمة على الغموض. في 6 حزيران 2016، عرضت جميع صفحات السلسلة على مواقع التواصل الاجتماعي صورة تشويقية لرقم ستة باللون الأحمر، يتراكب معه علامة استفهام. لم يكن يُعرف الكثير عن تفاصيل الحبكة أو طاقم التمثيل قبل العرض الأول، ويبدو أن ذلك كان خطوة دعائية متعمدة.
شهدت الأشهر التالية تجربة واقع افتراضي في سان دييغو كومك كون إنترناشونال 2016، وعددًا كبيرًا من الإعلانات التشويقية والملصقات المتنوعة، وسحب جوائز بالتعاون مع مرسيدس-بنز؛ دون أي إعلان رسمي عن طاقم التمثيل أو الحبكة.
في جولة رابطة نقاد التلفزيون الصحفية الصيفية، بتاريخ 9 آب 2016، أعلن رئيس شبكة إف إكس جون لاندغراف أن جميع الإعلانات التشويقية التي صدرت حتى ذلك الحين، باستثناء إعلان واحد، كانت مقصودة بهدف التضليل من قبل الشبكة. موضحًا: "[ريان مورفي وستيفاني جيبونز، رئيسة التسويق والعروض الترويجية في إف إكس] خرجا وقاما بصنع عدد أكبر بكثير من الإعلانات التشويقية مما شاهدتموه فعليًا، لمواسم افتراضية من قصة رعب أمريكية، تتناول أنواعًا مختلفة وأماكن مختلفة." كما كرر لاندغراف ما تم الإبلاغ عنه مسبقًا، وهو أن موضوع الموسم الرسمي لن يُكشف إلا عند عرض الحلقة الأولى.
قبل أسبوع من العرض الأول، أصدرت شبكة إف إكس إعلانًا ترويجيًا يتضمن أغنية ليدي غاغا الجديدة "Perfect Illusion"، في إشارة إلى غموض الموسم.
في مقابلة أُجريت بتاريخ 13 أيلول 2016 مع مجلة هوليوود ريبورتر، تحدثت ستيفاني جيبونز، رئيسة التسويق، مطولًا عن المخاطر والفكرة وراء إخفاء جميع تفاصيل الموسم. موضحة أصل حملتها قائلة: "شعرت أننا سنلعب على جانبين من الحمض النووي البشري: الرغبة في المعرفة، والفضول لاكتشاف ما تجهله؛ وربما الأهم من ذلك، فكرة مدى قوة الإخفاء على النفس البشرية. ففي كثير من الأحيان، يكون التوقّ أكثر إرضاءً من الامتلاك."

## الاستقبال
نسب المشاهدة
| الرقم | العنوان    | تاريخ العرض          | التقييم/نسبة المشاهدة (من 18 إلى 49) | عدد المشاهدين (بالملايين) | المشاهدة المؤجلة (من 18 إلى 49) | عدد المشاهدين المؤجلين (بالملايين) | المجموع (من 18 إلى 49) | إجمالي عدد المشاهدين (بالملايين) |
| ----- | ---------- | -------------------- | ------------------------------------ | ------------------------- | ------------------------------- | ---------------------------------- | ---------------------- | -------------------------------- |
| 1     | "الفصل 1"  | 14 أيلول 2016        | 2.8                                  | 5.14                      | لم يُحدّد                         | لم يُحدّد                            | لم يُحدّد                | لم يُحدّد                          |
| 2     | "الفصل 2"  | 21 أيلول 2016        | 1.8                                  | 3.27                      | لم يُحدّد                         | لم يُحدّد                            | لم يُحدّد                | لم يُحدّد                          |
| 3     | "الفصل 3"  | 28 أيلول 2016        | 1.7                                  | 3.08                      | 1.6                             | 2.95                               | 3.3                    | 6.03                             |
| 4     | "الفصل 4"  | 5 تشرين الأول 2016   | 1.4                                  | 2.83                      | 1.8                             | 3.30                               | 3.2                    | 6.13                             |
| 5     | "الفصل 5"  | 12 تشرين الأول 2016  | 1.5                                  | 2.82                      | 1.7                             | 3.31                               | 3.2                    | 6.14                             |
| 6     | "الفصل 6"  | 19 تشرين الأول 2016  | 1.4                                  | 2.48                      | 1.8                             | 3.50                               | 3.2                    | 5.99                             |
| 7     | "الفصل 7"  | 26 تشرين الأول 2016  | 1.4                                  | 2.62                      | 1.8                             | 3.23                               | 3.2                    | 5.85                             |
| 8     | "الفصل 8"  | 2 تشرين الثاني 2016  | 1.2                                  | 2.20                      | 1.9                             | 3.37                               | 3.1                    | 5.57                             |
| 9     | "الفصل 9"  | 9 تشرين الثاني 2016  | 1.3                                  | 2.43                      | 1.3                             | 2.30                               | 2.6                    | 4.73                             |
| 10    | "الفصل 10" | 16 تشرين الثاني 2016 | 1.3                                  | 2.45                      | 1.7                             | 2.99                               | 3.0                    | 5.44                             |

^1
 لم تكن بيانات المشاهدة المباشرة +7 أيام متوفرة، لذا تم استخدام بيانات المشاهدة المباشرة +3 أيام بدلًا منها.

## الآراء النقدية
حصل مسلسل قصة رعب أمريكية: روانوك على تقييمات إيجابية في الغالب من النقاد. منح موقع التقييمات روتن توميتوز الموسم نسبة تأييد بلغت 74%، بمتوسط تقييم 6.68 من 10، وذلك استنادًا إلى 160 مراجعة. وجاء في إجماع الموقع: "قصة رعب أمريكية: روانوك يأخذ منعطفًا مفاجئًا بعيدًا عن صيغ المواسم السابقة من السلسلة، مسترجعًا الإيقاع المتعمّد للمواسم الأولى ولكن على نطاق أصغر وأكثر رعبًا، حتى وإن بدا أسلوب الجريمة الحقيقية مفرط الاستخدام."
أما على موقع ميتاكريتيك، فقد حصل الموسم على درجة 72 من أصل 100 استنادًا إلى 9 مراجعات، ما يشير إلى "مراجعات إيجابية عمومًا"، مما يجعله الموسم الأعلى تقييمًا على ذلك الموقع.
دان فينبرغ من هوليوود ريبورتر قدّم مراجعة إيجابية، وكتب: "عندما تكون من نوع العروض التي تبدأ موسمها بتقديم رجل خلد أقرع يملك أداة جنسية قاتلة، فإن أكثر ما يمكن أن يثير الاستفزاز في بداية فصل جديد هو التخلي عن رجال الخلد والأدوات الجنسية، بل وعن القتل تمامًا لمدة أسبوع كامل.
لقد كانت سلسلة قصة رعب أمريكية كثيرة التحولات والتجارب، لكنها لم تقدم يومًا هذا الإحساس الزائف بالأمان، لذا فإن هذه البداية الهادئة قد تكون أكثر الوعود رعبًا. لم أشعر بهذا القدر من الفضول تجاه الأجزاء القادمة منذ وقت طويل."
أما جيف جنسن من إنترتينمنت ويكلي فقد أعطى مراجعة إيجابية أيضًا، وكتب: "قد تكون فكرة استخدام الغموض للترويج للموسم مصطنعة، لكن في هذه المرحلة، قد يكون الغموض هو أفضل ما يقدمه العرض كذلك."
بين ترافرز من إنديوير وصف العرض الأول بأنه "بداية واعدة مع لغز مركزي مغرٍ بقدر ما كانت الإعلانات التشويقية التي سبقته."

## تعليقات من سارة بولسون
في حزيران 2021، أُجريت مقابلة مع سارة بولسون ضمن بودكاست أوردز تشاتر التابع لمجلة هوليوود ريبورتر. وخلال المقابلة، أعربت عن ندمها على مشاركتها في تصوير ذلك الموسم، قائلة:
لا يهمّني هذا الموسم على الإطلاق. أعلم أن الناس سيغضبون مني لقولي هذا، لكن بالنسبة لي، جاء هذا بعد أن أدّيت دور مارشا، وكان ما توجهت للقيام به مباشرة بعد الانتهاء من مارشا، وقد شعرت بخيبة أمل كبيرة من التجربة ككل، لأنني شعرت أنني دخلت مرحلة جديدة داخليًا من حيث ما كنت أظن أنه ممكن، ومن حيث ما قد أكون مستعدة لاختباره في أدائي. شعرت بأنني محاصرة حقًا بمسؤوليتي والتزامي التعاقدي تجاه قصة رعب أمريكية. وبالرغم من أنه بيتي، وقد أحببته دائمًا، إلا أنها كانت المرة الأولى التي تمنيت فيها لو أنني استطعت الذهاب إلى رايان وطلبت منه أن يسمح لي بعدم المشاركة. كما تعلم، أن يطلق سراحي.
أُتيحت لبولسون لاحقًا فرصة عدم المشاركة في الموسم السابع من قصة رعب أمريكية، والذي حمل عنوان الطائفة. لكنها في النهاية اختارت المشاركة فيه، بعد أن استلهمت من القصة المثيرة للجدل، والتي تناولت تداعيات الانتخابات الرئاسية لعام 2016.
وقد أُشير إلى تعليقاتها بشأن روانوك في الحلقة السابعة من مسلسل قصص رعب أمريكية.

## الجوائز
في موسمها السادس، تم ترشيح السلسلة لـ 23 جائزة، فازت منها بـ 5 جوائز.
| السنة                                       | الجائزة                                                          | الفئة | الفنان/العمل المرشح     | النتيجة |
| ------------------------------------------- | ---------------------------------------------------------------- | --- | ----------------------- | ------- |
| 2017                                        | جوائز اختيار الجمهور الـ 43                                      | أفضل مسلسل خيال علمي/فانتازيا على قناة الكيبل                                                                               | قصة رعب أمريكية: روانوك | رُشّح     |
| جوائز نقابة مصممي الديكور الـ 21            | فيلم تلفزيوني أو مسلسل قصير                                      | أندرو موردوك (عن "الفصل 4")                                                                                                 | رُشّح                     |         |
| جوائز نقابة فناني المكياج وتصفيف الشعر 2017 | أفضل تصفيف شعر عصري لمسلسل قصير أو فيلم تلفزيوني                 | ميشيل سيغليا، فاليري جاكسون                                                                                                 | فاز                     |         |
|                                             | أفضل مكياج تاريخي و/أو للشخصيات                                  | إيرين كروغر ميكاش، كيم آيرز، سيلفينا نايت                                                                                   | رُشّح                     |         |
|                                             | أفضل تصفيف شعر تاريخي و/أو للشخصيات                              | ميشيل سيغليا، فاليري جاكسون                                                                                                 | رُشّح                     |         |
|                                             | أفضل مؤثرات مكياج خاصة لمسلسل قصير أو فيلم تلفزيوني              | إيرين كروغر ميكاش، مايكل ميكاش، ديفيد أندرسون                                                                               | فاز                     |         |
|                                             | أفضل مكياج في الإعلانات التجارية والفيديوهات الموسيقية           | كيري هيرتا، جيسون كولينز، كريستينا والتز (عن "الترويج")                                                                     | فاز                     |         |
| جوائز نقابة مصممي الأزياء الـ 19            | مسلسل تلفزيوني عصري                                              | لو إيريش، هيلين هوانغ | فاز                     |         |
| جوائز بلاك ريل الـ 17                       | أفضل ممثلة مساعدة في فيلم تلفزيوني أو مسلسل قصير                 | أنجيلا باسيت | رُشّحت                    |         |
|                                             | أفضل مخرج في مسلسل قصير أو فيلم تلفزيوني                         | — | رُشّح                     |         |
| جوائز فانغوريا تشينسو الـ 20                | أفضل ممثلة مساعدة في التلفزيون                                   | سارة بولسون | رُشّحت                    |         |
|                                             | أفضل مؤثرات خاصة في التلفزيون                                    | إيرين كروغر ميكاش، ديفيد ليروي أندرسون                                                                                      | رُشّح                     |         |
| جوائز غولد ديربي الـ 15                     | أفضل مسلسل قصير                                                  | قصة رعب أمريكية: روانوك | رُشّح                     |         |
| جوائز ساتورن الـ 43                         | أفضل مسلسل رعب تلفزيوني                                          | — | رُشّح                     |         |
|                                             | أفضل ممثلة في التلفزيون                                          | سارة بولسون | رُشّحت                    |         |
|                                             | أفضل ممثلة مساعدة في التلفزيون                                   | كاثي بيتس | رُشّحت                    |         |
|                                             | —                                                                | أدينا بورتر | رُشّحت                    |         |
|                                             | أفضل دور ضيف في التلفزيون                                        | ليزلي جوردن | رُشّح                     |         |
| جوائز إم تي في للأفلام والتلفزيون 2017      | أفضل شرير                                                        | وس بنتلي | رُشّح                     |         |
| جوائز إيمي للفنون الإبداعية – الدورة الـ 69 | أفضل تصفيف شعر لمسلسل قصير أو فيلم                               | ميشيل سيغليا، فاليري جاكسون، خوسيه زامورا                                                                                   | رُشّح                     |         |
|                                             | أفضل مكياج (غير تجميلي)                                          | كيم آيرز، مايك ميكاش، إيرين كروغر ميكاش، سيلفينا نايت، كارليغ هربرت، لويس غارسيا                                            | رُشّح                     |         |
|                                             | أفضل مكياج اصطناعي                                               | إيرين كروغر ميكاش، مايكل ميكاش، ديفيد ليروي أندرسون، جيمس ماكينون، جايسون هامر، ميلاني آيتشنر، كريستينا هيميوب، ماييكو شيبا | فاز                     |         |
|                                             | أفضل تحرير صوتي لمسلسل قصير أو مسلسل أنطولوجي أو فيلم أو عرض خاص | غاري ميغريجيان، ستيف إم. ستوهر، جيسون كراين، تيموثي أ. كليفلاند، بول ديلر، ديفيد كلوتز، نُويل فوت (عن "الفصل 1")             | رُشّح                     |         |

## الإصدار المنزلي
قصة رعب أمريكية: روانوك – الموسم السادس الكامل
| تفاصيل المجموعة                                                    | الميزات الخاصة                                                                          |
| ------------------------------------------------------------------ | --------------------------------------------------------------------------------------- |
| 10 حلقات                                                           |                                                                                         |
| مجموعة من 3 أقراص (دي في دي)                                       |                                                                                         |
| مجموعة من 3 أقراص (بلو-راي)                                        |                                                                                         |
| الصوت: الإنجليزية 5.1 دولبي ديجيتال، الفرنسية والإسبانية 2.0 محيطي |                                                                                         |
| الترجمة: الإنجليزية للمكفوفين، الإسبانية، الفرنسية                 |                                                                                         |
| المدة الزمنية: 399 دقيقة                                           | مركز بالي للإعلام: جلسة أسئلة وأجوبة مع طاقم العمل والفريق الإبداعي من مهرجان بالي 2017 |
| إعلانات قصة رعب أمريكية: روانوك الترويجية                          |                                                                                         |

تواريخ الإصدار
| الإقليم 1          | الإقليم 2     | الإقليم 4    |
| ------------------ | ------------- | ------------ |
| 3 تشرين الأول 2017 | 11 أيلول 2017 | 16 آذار 2018 |

## الملاحظات
قامت بولسون بتجسيد دور مارشا كلارك في مسلسل الشعب ضد أو. جي. سيمبسون: قصة جريمة أمريكية.

## الروابط الخارجية
- American Horror Story: Roanoke على موقع ميتاكريتيك (الإنجليزية)
- قصة رعب أمريكية على موقع IMDb (الإنجليزية)
- قصة رعب أمريكية على موقع ميتاكريتيك (الإنجليزية)
- قصة رعب أمريكية على موقع الموسوعة البريطانية (الإنجليزية)
- قصة رعب أمريكية على موقع روتن توميتوز (الإنجليزية)
- قصة رعب أمريكية على موقع نتفليكس (الإنجليزية)
- قصة رعب أمريكية على موقع كينوبويسك (الروسية)
- قصة رعب أمريكية على موقع ألو سيني (الفرنسية)
- قصة رعب أمريكية على موقع قاعدة بيانات الفيلم (الإنجليزية)

1. ↑  Agnes Mary Winstead is an actress who portrays Thomasin White / The Butcher in My Roanoke Nightmare.
2. ↑  Audrey Tindall is an actress who portrays Shelby Miller in My Roanoke Nightmare.
3. ↑  Dominic Banks is an actor who portrays Matt Miller in My Roanoke Nightmare.
4. ↑  William van Henderson is an actor who portrays Dr. Elias Cunningham in My Roanoke Nightmare.
5. ↑  Dylan Conrad is an actor who portrays Ambrose White in My Roanoke Nightmare.
6. ↑  Rory Monahan is an actor who portrays Edward Philippe Mott in My Roanoke Nightmare.
7. ↑  Monet Tumusiime is an actress who portrays Lee Harris in My Roanoke Nightmare.
8. ↑  Denise Monroe is an actress who portrays Mama Polk in My Roanoke Nightmare.
9. ↑  Noah Davies is an actor who portrays Mason Harris in My Roanoke Nightmare.
10. ↑  Noah Davies is an actor who portrays Mason Harris in My Roanoke Nightmare.
11. ↑  Brian Wells is an actor who portrays Lot Polk in My Roanoke Nightmare.
12. ↑  Skye Richards is an actress who portrays Flora Harris in My Roanoke Nightmare.
13. ↑  Ashley Gilbert is an actor who portrays Cricket Marlowe in My Roanoke Nightmare.